# Claude Lancelot
Claude Lancelot (Parigi, 1615 circa – Quimperlé, 15 aprile 1695) è stato un religioso, grammatico e pedagogista francese giansenista.

## Biografia

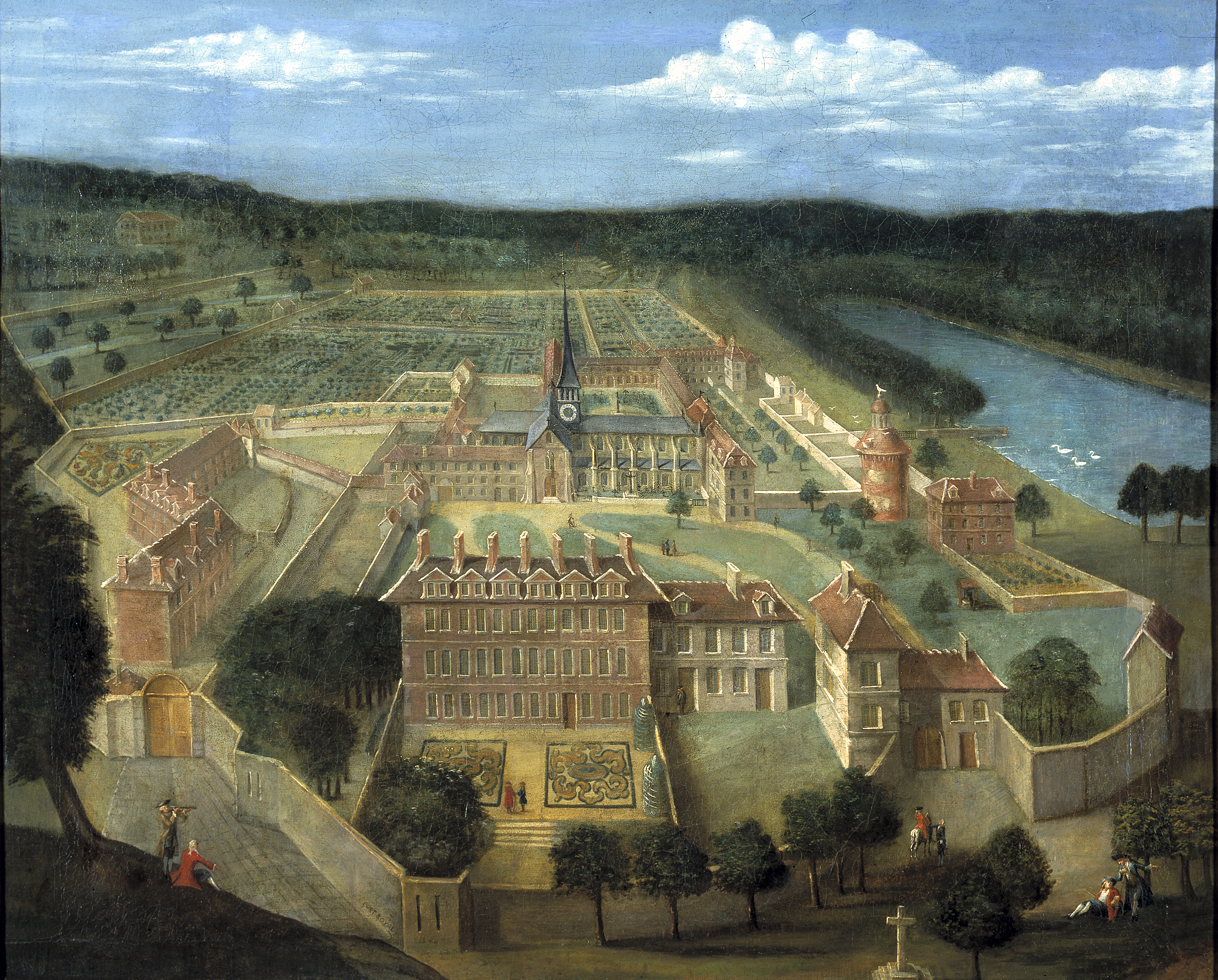
Vue générale de l'abbaye de Port-Royal-des-Champs en 1674 (XVII secolo)

Claude Lancelot fu un religioso devoto all'abate Saint-Cyran, il principale esponente del giansenismo in Francia: gli rimase sempre fedele, anche dopo che il Saint-Cyran fu imprigionato, e ne scrisse una biografia pubblicata postuma in due volumi nel 1738. Prese parte alla creazione delle Petites écoles de Port-Royal nel maggio 1638 e ne fu il direttore prima di Pierre Nicole. 
Le petites écoles erano istituzioni scolastiche che si differenziavano dalle scuole dei gesuiti, queste ultime considerate nell'Europa del XVII secolo il modello ideale, per le piccole dimensioni (non più di cinque studenti per classe), per la lingua utilizzata (il francese, anziché il latino) e per l'approccio pedagogico innovativo e amichevole verso gli allievi (niente punizioni corporali, ricorso a metodi di apprendimento spesso ludici). Lancelot fu uno dei principali fautori di questo programma pedagogico scrivendo molti libri di testo semplici e chiari per l'apprendimento delle lingue classiche latino e greco, e per lo studio delle lingue moderne (francese, italiano e spagnolo) intendendo i fondamenti della grammatica come fondamenti dell'arte di pensare. Per esempio, le Jardin des racines grecques è un dizionario greco-francese in cui le definizioni sono in versi rimati fra di loro, mentre la sua Grammaire générale et raisonnée è rimasta famosa coma "la grammatica di Port-Royal".
Quando le petites écoles furono soppresse per ordine di Luigi XIV (1660), Lancelot fu costretto a lasciare Port-Royal, ma mantenne stretti contatti con i suoi membri. Nel 1672 divenne un benedettino e si ritirò nell'abbazia di Saint-Cyran-en-Brenne. Esiliato in Bretagna, a causa delle persecuzioni contro i giansenisti, Lancelot si ritirò infine all'abbazia Sainte-Croix de Quimperlé dove rimase fino alla morte mantenendo, secondo la maggior parte delle testimonianze, un comportamento edificante.

## Opere (selezione)
- Nouvelle méthode pour apprendre la langue latine, 1644; traduzione in italiano: Nuovo metodo per apprender agevolmente la lingua latina, Torino: nella Stamperia Reale, 1767, Google libri: Volume I e Volume II
- Nouvelle méthode pour apprendre la langue grecque, 1655; traduzione in italiano: Nuovo metodo per imparare facilmente la lingua greca tradotto dall'idioma francese, e disposto in ordine assai chiaro, e brieve, In questa versione si e mutata l'intera disposizione de' verbi, e si e data una nuova nozione degli accenti, de' dialetti, e delle licenze poetiche, Napoli: nella stamperia di Giovanni Di Simone, 1752
- Nouvelle Methode pour apprendre facilement et en peu de temps la langue italienne, 1676 (Google libri)
- Nouvelle Methode pour apprendre facilement et en peu de temps la langue éspagnole, 1676 (Google libri). Tradotto in italiano da Gennaro Sisti: Traduzione dal francese in italiano del nuovo metodo di Porto Reale con cui agevolmente s'insegna la Lingua Spagnola. Coll'aggiunzione di due Dialoghi ed un copioso Nomenclatore in fine…, Napoli 1742.
- Jardin des racines grecques mises en vers françois, 1660 (Google libri)
- con Antoine Arnauld, Grammaire générale et raisonnée, 1660 (Google libri)
- Memoires touchant la vie de Monsieur de S. Cyran: pour servir d'éclaircissement la l'histoire de Port-Royal (2 voll., postumi, 1738; Google libri: Tomo I e Tomo II)